# Histoire de Bitche

Blason de Bitche

L'histoire de la ville de Bitche est indissociable de celle de la forteresse qui la surplombe.

## Avant 1870

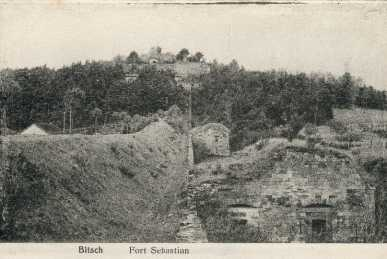
Fort saint Sébastien de Bitche

Après la construction du château, qui prend au fil des siècles de l'importance du fait d'avoir été retenu comme résidence des comtes de Deux-Ponts-Bitche, trois agglomérations d'inégale importance se forment à ses pieds. La première, appelée Vorgeburg et formée d'une maison-forte avec quelques dépendances, se trouve dans la partie sud-ouest du glacis. La deuxième, un petit hameau du nom de Rohr appelé plus tard le faubourg, se situe à l'emplacement de l'actuelle rue Saint Sébastien, regroupant essentiellement des manœuvres, elle n'arrivera pas à se développer.
Il en est tout autrement de la troisième agglomération qui s'appelle Kaltenhausen. Implantée en contrebas du château, sur la rive droite de la Horn et d'un important étang, elle s'étend de l'actuelle Porte de Strasbourg jusqu'au début de l'actuelle rue du Maréchal Foch. Entourée très tôt d'une muraille, percée de deux portes, elle attire de nombreux commerçants et artisans qui apprécièrent cette sécurité recherchée durant les périodes troubles du Moyen Âge. Kaltenhausen ne peut échapper à la sauvagerie des Suédois, qui, dépités de n'avoir pu s'emparer du château, le réduisent en cendres lors de la Guerre de Trente Ans. Rohr doit d'ailleurs subir le même sort. La reconstruction, qui dure des décennies, est constamment interrompue par les incessants conflits franco-lorrains qui ravagent la région.
Tous ces malheurs prennent fin avec la "réunion" de la ville à la France en 1680. Vauban, chargé de la construction de nouveau château de Bitche, fait entourer Kaltenhausen et Rohr d'une enceinte bastionnée qu'il adosse à la forteresse créant ainsi une véritable place forte qui prend le nom de Bitche. De nombreux immigrés de langue française, profitant des facilités accordées par Louis XIV aux nouveaux venus viennent se fixer à Bitche. Ce flux d'immigration est stoppé par le traité de Ryswick de 1697 qui oblige la France à rétrocéder la Lorraine à son propriétaire légitime, Léopold Ier de Lorraine. Mais des Tyroliens, des Suisses, des Wurtembergeois, des Luxembourgeois prennent la relève.
Les Français reviennent à Bitche en 1738 pour refortifier la cité. C'est à cette époque que les Augustins ouvrirent à Bitche le premier collège d'enseignement secondaire, ancêtre du collège Saint-Augustin. Au milieu du XIXe siècle, Bitche ayant été classée place forte de première classe en 1850, voit sa défense renforcée. On l'entoure d'une nouvelle enceinte et on construit sur la colline de la Roche-Percée un fortin, le fort Saint-Sébastien, complété par un camp retranché.

## Le siège de Bitche (1870-1871)

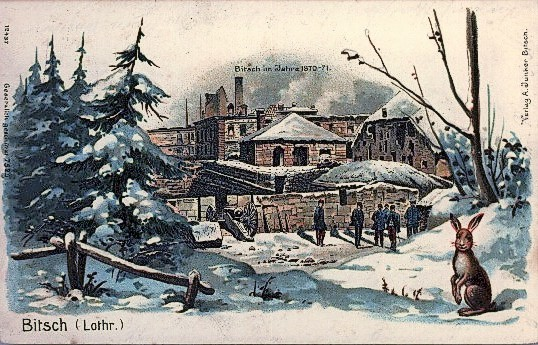
Bitche pendant le siège de 1870

À la veille de la déclaration officielle de la guerre, la place abrite dix-sept bataillons d'infanterie et deux régiments de cavalerie. À Bitche, le général de Failly a vainement attendu des ordres après avoir été informé des combats de L'Hôpital, près de Forbach, et de Wœrth, au sud-ouest. Au soir du 6 août 1870, il prend la décision de quitter Bitche pour La Petite-Pierre avec ses deux divisions, laissant les Trains à Bitche.
Pour éviter que les troupes rescapées de Wœrth et de Forbach ne propagent des rumeurs démoralisantes parmi ses propres troupes réfugiées dans la Citadelle et au sein de la population bitchoise, le commandant Teyssier ordonne de regrouper les soldats au Fort Saint-Sébastien et dans le camp retranché au pied de ce fort. Sous les ordres du colonel Kohlermann, un détachement allemand arrive à Niederbronn le 22 août 1870 et fait aussitôt sommation au commandant de la Citadelle de Bitche lui demandant de rendre la place, ce que Teyssier refuse.
Le commandant Teyssier est informé de la débâcle de Sedan le 2 septembre 1870 par un émissaire venu de Metz. Pour ne pas briser le moral de ses troupes et de la population bitchoise, il préfère taire la nouvelle. Le 13 septembre 1870, un certain nombre de Bitchois est évacué dans les villages environnants. Dans la soirée du 20 septembre 1870, les Allemands stoppent progressivement leurs tirs. Un parlementaire vient annoncer à Teyssier que la République était proclamée à Paris et que Guillaume Ier se trouve sous les murs de la capitale. Le bruit des canons cesse le 21 septembre 1870 : les tirs sur la Citadelle et sur la ville de Bitche ont duré exactement dix jours et dix nuits.
À partir du 25 septembre 1870, le véritable blocus de la ville se met en place. À la fin du mois de janvier 1871, un journal parvient aux assiégés leur apprenant la reddition de Paris. Malgré cette nouvelle, le drapeau français continue de flotter sur la Citadelle. L'armistice du 28 janvier 1871 ne modifie en rien la situation de la cité. La garnison quitte la ville le 25 mars 1871 et le 26 mars 1871, les troupes allemandes pénétrèrent à Bitche. Après avoir été française depuis 1766, la ville de Bitche redevient allemande.

## Bitche sous la domination allemande

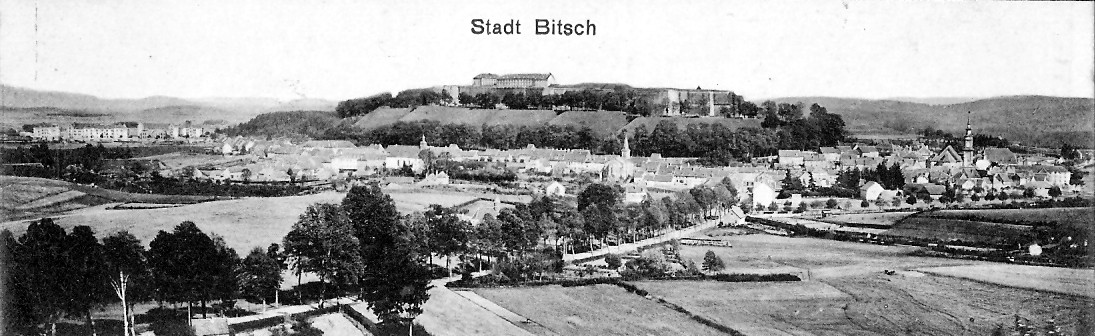
Bitsche en 1903

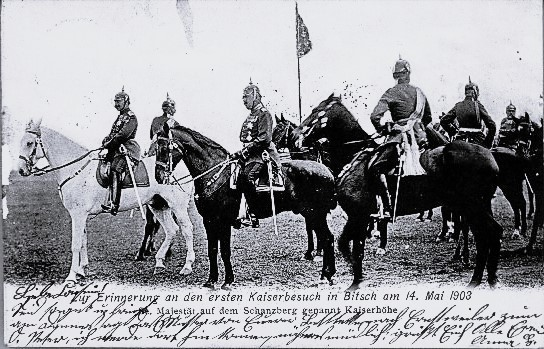
Visite de l'empereur Guillaume II au camp militaire en 1903

Le 10 mai 1871 est signé le traité de Francfort, cédant à l'Allemagne l'Alsace moins Belfort et une partie de la Lorraine, incluant l'arrondissement de Sarreguemines dont Bitche fait partie. À Bitche, les allemands ne perdent pas de temps, et dès le 22 mai 1871, les travaux de reconstruction commencent sur la citadelle. Ces aménagements donnent le signal d'une période de reconstruction qui va redonner vie à la ville de Bitche encore marquée par le siège.
Une vague d'immigration va compenser la diminution de la population après le siège de 1870-1871. Il y vient surtout des fonctionnaires du reste de l'Empire allemand tandis que l'enseignement du français est interdit dans les écoles (la population étant germanophone). Le renforcement militaire (allemand) s'accentue en cette fin de XIXe siècle à Bitche. L'année 1900 voit la démolition de la Porte de Landau et la poursuite de la destruction des remparts de la ville. Seule la Porte de Strasbourg subsiste jusqu'à nos jours. Un champ de manœuvres et de tirs est constitué en 1900 à proximité de Bitche par le rachat de 3 285 hectares de terrains.
Lorsque la guerre éclate en 1914, les Bitchois de 18 à 45 ans partent se battre (sous l'uniforme allemand) et la Première Guerre mondiale en voit tomber ainsi 48 au champ d'honneur. L'armistice du 11 novembre 1918 refait passer Bitche à la France après quarante-sept années de souveraineté allemande.

## Le retour à la France
Le 22 novembre 1918, onze jours après l'armistice, la population bitchoise accueillit les troupes françaises. Le 22 août 1919, le Président de la République Poincaré visite Bitche pour remettre officiellement à la ville la Légion d'honneur, attribuée par décret du 14 juin 1919 du Président de la République. Le Maréchal Pétain visite également la ville le 17 octobre 1921.
En 1930 commence la construction de la Ligne Maginot destinée à protéger les provinces de l'est d'une nouvelle invasion allemande. Cette ligne de défense va donner à Bitche un caractère militaire sans précédent, donnant du travail à toute la population du Bitscherland. La ville reçoit la visite d'André Maginot le 8 septembre 1931. Séjournant plusieurs jours en ville, il étudie sur place les meilleurs emplacements stratégiques pour les futurs grands ouvrages de la Ligne Maginot.

## Évacuation en Charente et combats de la Ligne Maginot en 1940
Le Reich réagit à la construction de la Ligne Maginot par la construction d'une ligne de défense frontalière, appelée le Westwall (le mur de l'ouest) qui est surnommé plus tard Ligne Siegfried par les Alliés. Le 1er septembre 1939, deux jours avant la déclaration officielle de la guerre de la France à l'Allemagne, les cloches de l'église Sainte-Catherine donnent le signal de l'évacuation de la ville. Les réfugiés bitchois arrivent ainsi en Charente.
En juin 1940, le secteur bitchois de la Ligne Maginot est défendu par les éléments du 158e régiment d'infanterie mécanisée français. Les Allemands de la 257e Division d'Infanterie attaquent les positions françaises le 14 juin 1940. L'ouvrage fortifié du Simserhof résiste à l'attaque allemande jusqu'au 25 juin 1940, date d'entrée en vigueur de l'armistice. Les troupes françaises de l'ouvrage continuent néanmoins à tenir leurs positions. Elles attendent l'ordre officiel du gouvernement français d'arrêter les combats qui leur parvient le 30 juin 1940.

## Retour à Bitche et vie sous l'occupant nazi

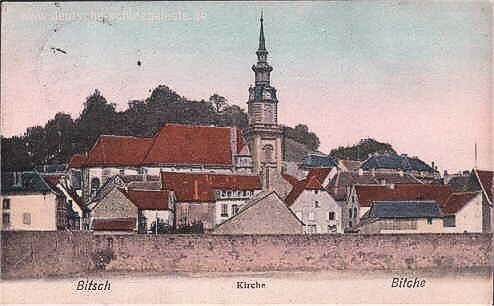
Panorama avec l'église protestante

Après l'arrivée des Allemands en Charente durant l'été 1940, les Bitchois peuvent regagner leur ville, soit exactement un an après leur départ, et sont accueillis par l'administration nazie. Le département de la Moselle est officiellement réuni, le 30 novembre 1940, à la Sarre et au Palatinat pour former la nouvelle province du Westmark. Dès l'année 1943, les autorités nazies font pression sur tous les fonctionnaires bitchois pour les inciter à adhérer au parti nazi.
L'année 1942 est lourde de conséquence pour l'Alsace-Lorraine. Tout d'abord le 26 mai 1942, Laval déclare au cours d'un entretien renoncer à l'Alsace-Lorraine au nom de la collaboration, et ensuite le 29 août 1942, le Gauleiter Bürckel fait un discours à Metz, dans lequel il proclame l'épuration politique totale et l'institution du service militaire obligatoire. Le 17 octobre 1942, les premiers Bitchois des classes 1922-1923 et 1924 sont incorporés dans l'armée allemande, suivis dès le 5 janvier 1943 par l'incorporation des hommes des classes 1920 et 1921.
La fuite des autorités nazies, le 1er septembre 1944, et les nouvelles de la progression victorieuse des Américains incitent un petit groupe de FFI bitchois à prendre contact avec des FFI de Sarreguemines pour discuter d'une intervention éventuelle. Ils demandent ainsi un parachutage d'armes près d'Althorn où ils connaissent un groupe de maquisards mais ce parachutage n'a jamais lieu. Lorsqu'une multitude d'agents de la Gestapo, du Sicherheitsdienst, de gendarmes et de douaniers se met à traverser la ville en direction de l'Allemagne, la population n'a plus de doutes.

## Bitche en 1945
Les combats entre les troupes nazies et américaines dans la région de Bitche débutent le 3 décembre 1944. Le mardi 5 décembre 1944, les premiers obus américains s'abattent sur Bitche et la population se réfugie immédiatement dans les caves. Ces bombardements vont se poursuivre durant cent-trois jours, avec intensité au début et à la fin et sporadiques entretemps. Le 31 décembre 1944, les troupes allemandes attaquent conformément à un plan conçu par Hitler lui-même. Il s'agit de l'opération Nordwind, une grande attaque qui embrasera six parties du front entre Sarreguemines et Colmar. Quant à la ville de Bitche, elle est choisie comme point de départ d'une de ces attaques.
Dès que le front s'éloigne de Bitche, une trentaine d'agents de la Gestapo, une vingtaine de gendarmes nazis, un Kreisleiter et un Landrat, installés dans les caves de l'Hôtel de Metz, reviennent une nouvelle fois s'installer en ville. L'offensive américaine vers Bitche a lieu lors de l'opération Undertone le vendredi 15 mars 1945. Les troupes allemandes, réalisant qu'il est inutile de résister, désertent Bitche dans la soirée du 15 mars 1945. C'est ainsi que la reddition totale de la ville a lieu le 16 mars 1945. Le départ des troupes allemandes évite en fait à la ville une destruction totale puisque les troupes US sont déterminées à en finir.
Les Bitchois sont libérés après une occupation de quatre ans et demi et une vie de cent trois jours dans les caves. La libération de la ville entraîne quelques règlements de compte avec les individus ayant eu des rapports étroits avec l'occupant nazi et quelques tonsures sont affligées à des dames ayant trop fraternisé avec les nazis. Soixante-dix-neuf personnes sont jugées pour faits de collaboration dans tout le canton de Bitche. Autre conséquence de la Seconde Guerre mondiale, le canton de Bitche montre une baisse démographique de 41,9 % par rapport à la population de 1936. Les cicatrices des combats mettront encore de longues années à disparaître de la ville de Bitche et des villages voisins.

## Bitche depuis 1945
Le 23 mai 2006, trois cloches ont été fondues à l'occasion de l'inauguration officielle du nouveau parcours de visite, en présence de représentants politiques. Christiane Leroy, épouse du président du conseil régional, la marraine et Gérard Mordillat, le réalisateur de la Forteresse assiégée, le parrain, ont coulé avec les ouvriers de l'entreprise strasbourgeoise Vœgele le mélange de cuivre et d'étain. Le 25 mai 2006, les fondeurs ont cassé les gangues d'argile et de crottin de cheval pour révéler les trois cloches. La plus lourde, pesant soixante-trois kilos et frappée aux armoiries de la ville et du commandant Teyssier, sonnera à la volée tandis que les deux autres, pesant quarante et vingt kilos, rejoindront l'unique cloche d'époque pour sonner l'heure. Le carillon, quant à lui, ne fonctionnera qu'en 2007, date de la restauration de la chapelle de la citadelle.

### Sources et bibliographie
- Les Grelots du vent, images et mirages du Pays de Bitche, abbé Bernard Robin 1984
- Bitche et son canton, des origines à 1945, Francis Rittgen 1988
- Un sablier de brumes, abbé Bernard Robin, 1989
- Le Pays de Bitche, Didier Hemmert 1990
- Bitche et son pays, André Schutz 1992
- Manteaux de grès et dentelles de sapin, abbé Bernard Robin 1992
- Bernard Robin (dir.), Le pays de Bitche, il y a 250 ans, Société d'histoire et d'archéologie de Lorraine (Pays de Bitche), 2006, 120 p.  (ISBN 2-911317-17-3) (élaboré à partir de L'atlas topogéographique du comté de Bitche, 1758, et publié à l'occasion de l'exposition organisée par la SHAL aux Archives départementales de la Moselle, du 5 au 22 décembre 2006)